# Festival de la Canción de Eurovisión 2016
El LXI Festival de la Canción de Eurovisión se celebró en la ciudad sueca de Estocolmo los días 10, 12 y 14 de mayo de 2016, después que el representante de Suecia, Måns Zelmerlöw, obtuviera la victoria con la canción «Heroes» en la edición de 2015. Fue la sexta vez que Suecia organizó un Festival de Eurovisión, siendo la última ocasión en el 2013. El evento fue conducido nuevamente por la anfitriona de aquel año, Petra Mede, esta vez acompañada por el ganador de la pasada edición Måns Zelmerlöw.
El lema de esta edición fue Come Together («Vamos juntos» en español). En palabras de los organizadores el eslogan hace alusión a la historia del Festival de Eurovisión, que une el pasado y el presente, a todos y cada uno de los países que participarán; asimismo, el lema parte del logotipo de este año, un diente de león compuesto de varias semillas, simbolizando la unión entre países.
El espectáculo tuvo una audiencia televisiva de más de 205 millones de espectadores en todo el mundo, mientras que en Internet tuvo una audiencia de 2,6 millones en 196 países. En esta edición participaron 42 países con el regreso de Bosnia y Herzegovina, Bulgaria, Croacia y Ucrania, así como la confirmación de Australia por segundo año consecutivo. El número inicial era de 43 países, igualando el récord de 2008 y 2011. Sin embargo, tres semanas antes del certamen, la Unión Europea de Radiodifusión expulsó como miembro activo a Rumanía por una deuda impagada de 15 millones de euros, lo que suponía también su retirada del Festival de la Canción. Iba a ser representada por Ovidiu Anton y su canción «Moment of silence».
Por primera vez desde 1975 (también celebrado en Estocolmo) el procedimiento de votación cambió considerablemente: cada país otorgó dos veces 1-8, 10 y 12 puntos, una por el jurado profesional y otra por el televoto, manteniendo el 50% de la decisión cada uno; por lo que con esta implementación se dejó de lado el antiguo sistema de promedios entre el jurado y los espectadores. Asimismo, durante la Gran Final, al igual que en las ediciones anteriores, cada país anunció uno por uno las puntuaciones de su jurado nacional; no obstante, los resultados del público se dieron a conocer posteriormente en un solo bloque, de modo que el ganador no se conoció hasta el último momento de las votaciones.
Según las listas de las casas de apuestas, Rusia era la favorita para ganar, seguida de Francia. Otras favoritas eran Australia, Malta, Armenia, Ucrania, Letonia, Bulgaria, Suecia y España. Sin embargo, no se obtuvieron los resultados que se esperaban: Ucrania se coronó campeona de la 61 Edición del Festival de la Canción de Eurovisión siendo esta su segunda victoria. Los cinco primeros puestos los completaron Australia, Rusia, Bulgaria y Suecia.

## Organización

### Sede del festival

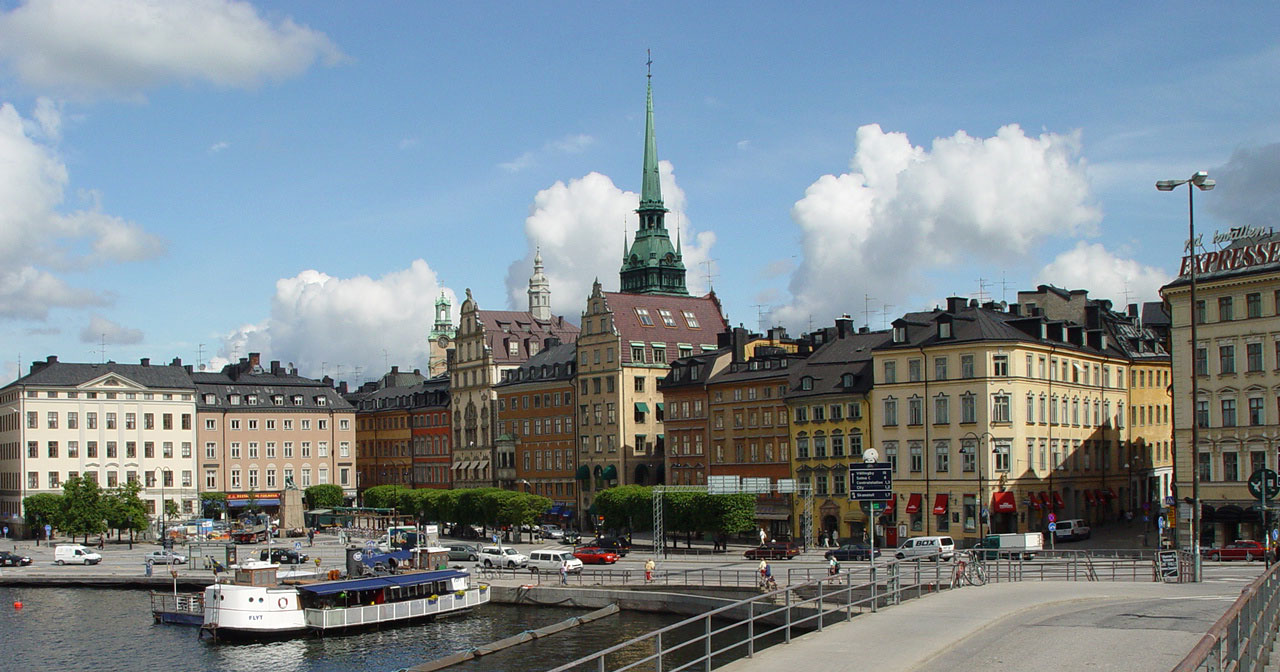
Estocolmo, ciudad sede de Eurovisión 2016.

Una vez finalizado el festival de 2015, la televisión sueca SVT comenzó con los preparativos para la siguiente edición. El 24 de mayo de 2015, la SVT expresó que la primera opción para albergar el Festival del 2016 era el Tele2 Arena de Estocolmo, a la vez que anunciaba que se abriría un plazo para recibir propuestas de otras ciudades y estadios. Las primeras ciudades que presentaron sus ofertas fueron Gotemburgo con el estadio Scandinavium, Linköping con el Saab Arena y la capital, Estocolmo, con tres estadios: el Friends Arena, el Tele2 Arena y el Globen Arena, para luego unirse las ciudades de Sandviken con el  Göransson Arena y por último, la ciudad sede de Eurovisión 2013, Malmö con el Malmö Arena. Posteriormente, el 2 de junio de 2015, Estocolmo anunció que el Friends Arena y Tele2 Arena no participarían en el proceso de licitación, toda vez que el primero tenía contratos por cumplir con el club de fútbol AIK Estocolmo, mientras que el segundo con el club Hammarby IF; sin embargo, posteriormente se anunció que este último aún se mantendría en carrera después de llegar a un acuerdo con el dirigente del Hammarby IF. El 12 de junio, Estocolmo amplió su candidatura con otros dos potenciales recintos de menor envergadura, el Hovet y Annexet. El 11 de junio, Malmö anunció que por motivos de disponibilidad del Malmö Arena, sede en 2013, retiraba su candidatura para albergar el festival en 2016. Por último, el 12 de junio de 2015 se hacía pública la candidatura de la ciudad de Örnsköldsvik.

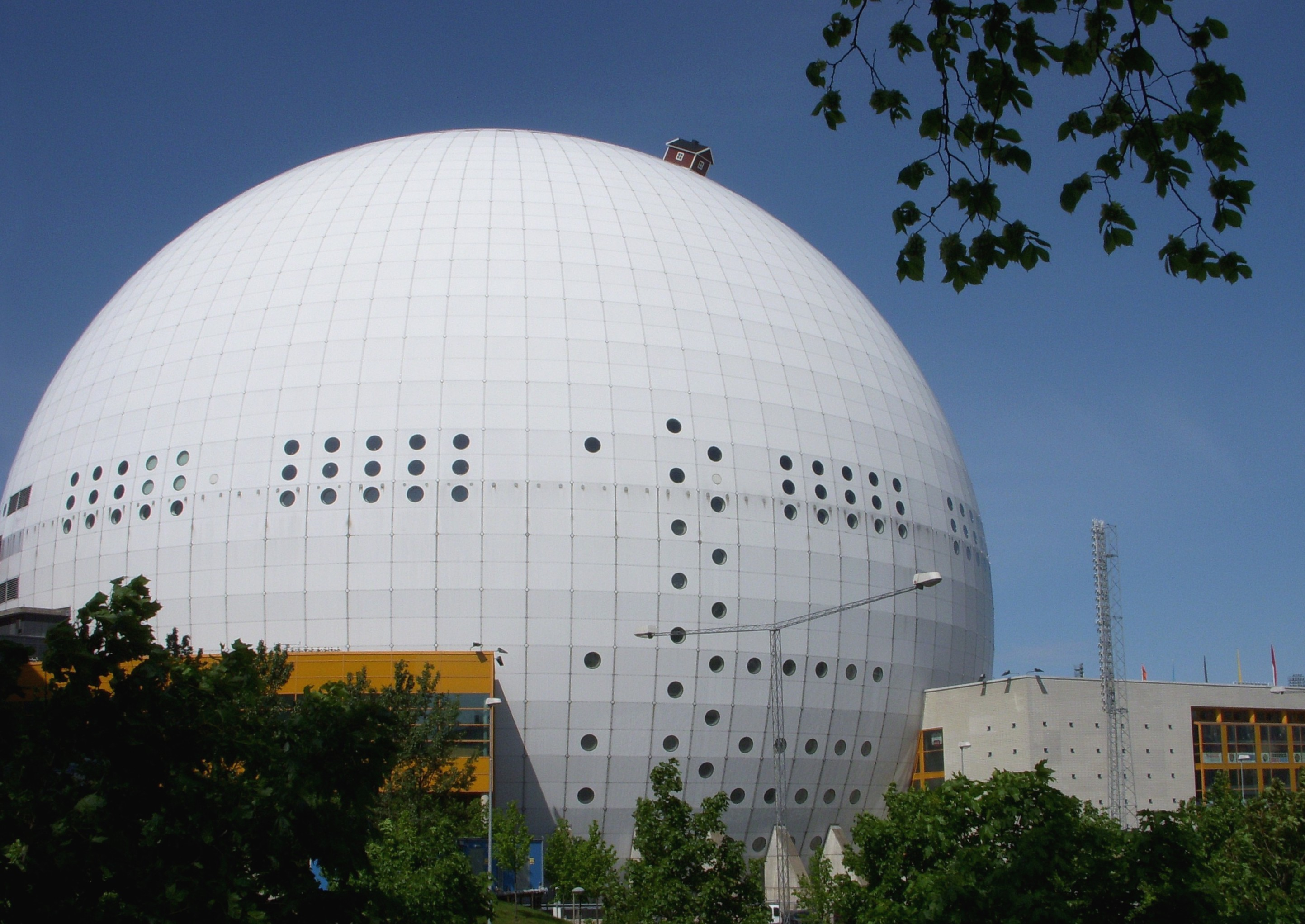
Globen Arena, sede de la edición de 2016.

Las posibles sedes que presentaron y mantuvieron su candidatura fueron las siguientes:
| Ciudad       | Sede              | Capacidad | Información |
| ------------ | ----------------- | --------- | --- |
| Estocolmo    | Annexet           | 4.000     | Recinto de eventos deportivos y musicales. |
| Estocolmo    | Globen Arena      | 16.000    | Sede del Festival de la Canción de Eurovisión 2000. Sede de los MTV Europe Music Awards 2000 y otros. Sede del Campeonato Europeo de Baloncesto Masculino de 2003. |
| Estocolmo    | Hovet             | 9.000     | Recinto de eventos deportivos y musicales. |
| Estocolmo    | Tele2 Arena       | 45.000    | Sede del Campeonato Mundial de Hockey sobre Hielo Masculino de 2013. Recibió el Rebel Heart Tour de Madonna o el True Tour de Avicii, entre otros.                 |
| Gotemburgo   | Scandinavium      | 14.000    | Sede del Festival de la Canción de Eurovisión 1985. Sede de campeonatos mundiales de patinaje artístico, balonmano, natación, esgrima y lucha.                     |
| Linköping    | Saab Arena        | 11.500    | Recinto de eventos deportivos y musicales. Recibió giras de Lady Gaga o Bryan Adams, entre otros.                                                                  |
| Örnsköldsvik | Fjällräven Center | 9.800     | Recinto de eventos deportivos y musicales. |
| Sandviken    | Göransson Arena   | 10.000    | Recinto de eventos deportivos y de entretenimiento con fines culturales. Recibió giras de 50 cent o Bryan Adams, entre otros.                                      |

El 8 de julio de 2015, se dio a conocer el resultado del proceso de licitación y con ello la ciudad sede del festival, Estocolmo; informándose además que el recinto sede sería el estadio Globen Arena que cuenta con una capacidad de 16.000 espectadores. Asimismo el Hovet albergaría a las diferentes delegaciones de periodistas de diversos países, mientras que el Annexet alojaría a las delegaciones de los países participantes e invitados. Esta fue la tercera ocasión que la capital sueca acogió el Festival de Eurovisión (tras las ediciones de 1975 y 2000), y la segunda vez que se celebró en el Globen Arena (tras la edición de 2000).
La cadena de televisión estatal SVT hizo público el presupuesto para realizar el certamen de esta edición. El tope máximo impuesto por la cadena fueron unos 125 millones de coronas suecas, que son aproximadamente 13 millones de euros.

### Identidad visual

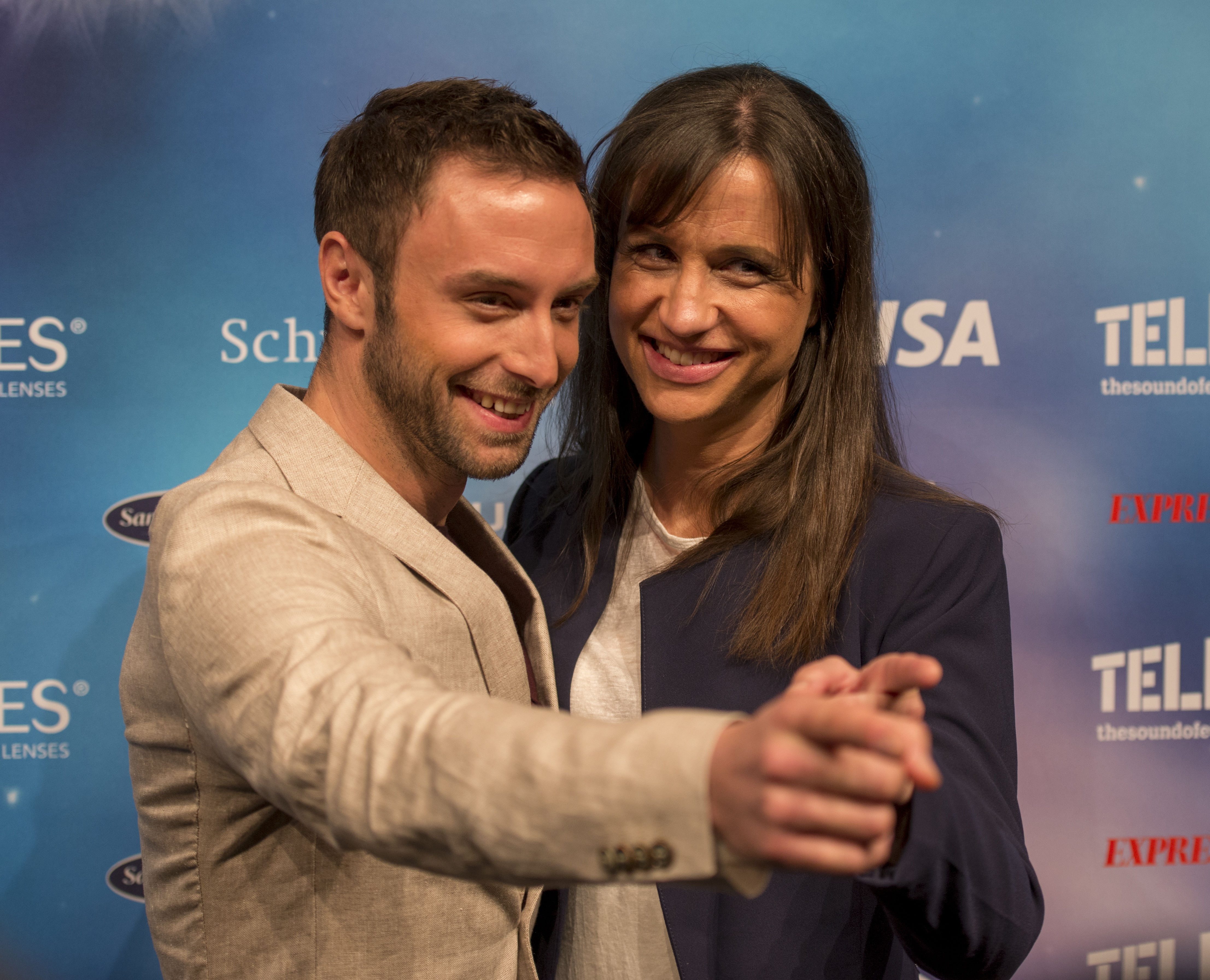
Petra Mede y Måns Zelmerlöw, presentadores de Eurovisión 2016.

Como es costumbre, como acompañamiento del isotipo genérico de Eurovisión, la organización de esta edición creó una identidad visual propia para el desarrollo del Festival, la cual fue presentada el 25 de enero de 2016. El emblema principal de esta edición, creado por Rikard Holst, está inspirado en un diente de león. En palabras del diseñador Holst, el diente de león está «compuesto de pequeñas semillas voladoras, procedentes de toda Europa, que se reúnen en nuestra flor mágica y visualizan la energía positiva que se produce cuando la alegría y el poder de la música se unen en Eurovisión 2016». Junto al logo, se utiliza el lema «Come together» («Vamos juntos» en español). En palabras de los organizadores, el eslogan de esta edición es un enlace con la historia del Festival de Eurovisión, que une el pasado y presente, a todos y cada uno de los países que participan. La infografía, la decoración y el merchandising entre otros aspectos girarón en torno a este concepto artístico.
El diseño del escenario se encargó a los escenógrafos suecos Frida Arvidsson y Viktor Brattström, quienes ya habían estado detrás de la creación del escenario de la edición de 2013. El escenario, frontal y de formas rectangulares, en la que se usó «la luz como un componente importante para crear profundidad», tuvo como fondo una gran pantalla led fragmentada por una serie de rampas transitables. Además, una pasarela en forma de «L» unía el escenario principal con un escenario satélite cuadrado. Tal como ocurrió en las ediciones de 2012, 2014 y 2015, la denominada Green Room (el lugar donde los artistas esperan los resultados tras su actuación) estuvo situada en medio del recinto, frente al escenario.[cita requerida]
Durante el festival cada actuación estuvo precedida por un breve vídeo de introducción (conocido como «postcard» o «postal») centrado en el artista. Los vídeos mostraron tanto el día a día de los artistas como escenas típicas y localizaciones destacadas de cada país.

## Países participantes
La lista oficial de participantes se dio a conocer el 26 de noviembre de 2015 totalizando 43 países inscritos, con lo cual se igualaba el récord de participantes establecido en los festivales de 2008 y 2011. Sin embargo la lista se redujo a 42 participantes; el 22 de abril de 2016 la Unión Europea de Radiodifusión (UER) expulsó como miembro activo a Rumanía por una deuda impagada de 15 millones de euros, lo que suponía también su retirada del Festival de la Canción. Al margen de esto, cabe destacar el retorno de Bosnia y Herzegovina, al confirmar la televisora BHRT su participación recurriendo a patrocinios externos, así como los regresos de Bulgaria, Croacia y Ucrania, y la continuación en el concurso de Australia, que había debutado en la anterior edición en un principio como participante excepcional para celebrar el 60.º aniversario del certamen. Por el contrario, la cadena de televisión portuguesa RTP anunció su retirada (debido a una reestructuración en su imagen corporativa), siendo la tercera ocasión consecutiva en la que el país ibérico se retira del festival cuando éste se organiza en territorio sueco; no obstante, se comprometió a retornar para 2017.
A poco días de finalizada la edición de 2015, el Gran Ducado de Luxemburgo, por medio de la cadena RTL, anunció un año más su ausencia en el Festival. Poco después Andorra hizo lo propio, seguido por Mónaco; países que se encuentran ausentes desde 1993, 2009 y 2006, respectivamente.
Existieron rumores acerca del retorno de Eslovaquia, país ausente desde la edición de 2012; no obstante, la cadena de televisión RTVS confirmó que no volverarán en esta edición. La TRT, el canal de Turquía, informó no retornarían al certamen debido al actual sistema de votación y a la clasificación directa del «Big Five». Líbano, por su parte, dio la sorpresa este año afirmando recientemente que estaban valorando debutar de una vez por todas en el concurso, una posibilidad que al final no se pudo concretar.
Por otro lado, delegaciones de Kosovo y China anunciaron su intención de participar en el concurso. No obstante, la UER descartó un probable debut del primer país por ser un estado con reconocimiento limitado y porque su canal estatal, RTK, no es un miembro activo o asociado. Aun así, meses después se supo que hubo reuniones programadas con el fin de debatir un probable debut del país. Con respecto a China, la UER respondió que dicha posibilidad se encuentra abierta y siempre están en busca de nuevos elementos, existiendo la posibilidad de un debut en las ediciones sucesivas.
Asimismo, medios periodísticos informaron que autoridades políticas de Islas Feroe y directivos del canal estatal Sjónvarp Føroya TV, solicitaron a la UER participar en el certamen; sin embargo, dicho organismo rechazó reiteradas solicitudes, por no ser considerada una nación soberana.

### Participación de Australia y el futuro de Eurovisión
El 17 de noviembre de 2015, en la ciudad de Glasgow, Escocia, el supervisor ejecutivo del festival, Jon Ola Sand, anunció que el Grupo de Referencia de la UER, el órgano rector del Festival de Eurovisión, votó por unanimidad a favor de la participación de Australia, la misma que ha sido invitada no sólo a participar para la presente edición, sino a hacerlo de forma continua y pasando por las semifinales al igual que el resto de países, a excepción del «Big Five».
«La retroalimentación que recibimos de los espectadores, aficionados, la prensa y las distintas emisoras después de la participación de Australia en Viena 2015 fue abrumadora y absolutamente positiva. Creemos firmemente que el Festival de Eurovisión tiene el potencial suficiente para evolucionar orgánicamente en un evento verdaderamente global. De hecho, la participación continua de Australia es un paso emocionante que se da en esa dirección. Queda por ver cómo evoluciona esta decisión a largo plazo», aseguró Jon Ola Sand.
Asimismo, Sietse Bakker, miembro de la UER afirmó semanas atrás que: «En países como Australia, China, Canadá, Nueva Zelanda, Estados Unidos, Colombia, Brasil o Sudáfrica, la gente mira a este concurso como una oportunidad increíble para la carrera de los artistas y de entretenimiento para los espectadores (...), por lo que estamos considerando ser inclusivos y de alguna manera involucrarlos en el Festival de Eurovisión. El certamen ha sido capaz de crecer debido al interés en aumento de más países. En 2004 solo contábamos con una semifinal, en 2008 se añadió otra (...), de modo que en algún momento tenemos que considerar la tendencia de ese interés».

### Canciones y selección
| País y TV                 | Título original de la canción      | Artista(s)                             | Proceso y fecha de selección                                                        |
| País y TV                 | Traducción al español              | Idioma(s)                              | Proceso y fecha de selección                                                        |
| ------------------------- | ---------------------------------- | -------------------------------------- | ----------------------------------------------------------------------------------- |
| Albania RTSH              | «Fairytale»                        | Eneda Tarifa                           | Festivali i Këngës 54, 27-12-2015                                                   |
| Albania RTSH              | Cuento de hadas                    | Inglés                                 | Festivali i Këngës 54, 27-12-2015                                                   |
| Alemania NDR              | «Ghost»                            | Jamie-Lee Kriewitz                     | Unser Lied für Stockholm, 25-02-2016                                                |
| Alemania NDR              | Fantasma                           | Inglés                                 | Unser Lied für Stockholm, 25-02-2016                                                |
| Armenia AMPTV             | «LoveWave»                         | Iveta Mukuchyan                        | Presentación canción, 02-03-2016 (cantante elegido internamente, 13-10-2015)        |
| Armenia AMPTV             | Ola de amor                        | Inglés                                 | Presentación canción, 02-03-2016 (cantante elegido internamente, 13-10-2015)        |
| Australia SBS             | «Sound of Silence»                 | Dami Im                                | Presentación canción, 11-03-2016 (cantante elegido internamente, 03-03-16)          |
| Australia SBS             | El sonido del silencio             | Inglés                                 | Presentación canción, 11-03-2016 (cantante elegido internamente, 03-03-16)          |
| Austria ORF               | «Loin d'ici»                       | Zoë                                    | Wer singt für Österreich?, 12-02-2016                                               |
| Austria ORF               | Lejos de aquí                      | Francés                                | Wer singt für Österreich?, 12-02-2016                                               |
| Azerbaiyán İctimai        | «Miracle»                          | Samra                                  | Elección interna, 13-03-2016                                                        |
| Azerbaiyán İctimai        | Milagro                            | Inglés                                 | Elección interna, 13-03-2016                                                        |
| Bélgica VRT               | «What's The Pressure?»             | Laura Tesoro                           | Eurosong 2016, 17-01-2016                                                           |
| Bélgica VRT               | ¿Qué prisa hay?                    | Inglés                                 | Eurosong 2016, 17-01-2016                                                           |
| Bielorrusia BTRC          | «Help You Fly»                     | Ivan                                   | Eurofest 2016, 22-01-2016                                                           |
| Bielorrusia BTRC          | Ayudarte a volar                   | Inglés                                 | Eurofest 2016, 22-01-2016                                                           |
| Bosnia y Herzegovina BHRT | «Ljubav je»                        | Dalal & Deen ft. Ana Rucner & Jala     | Presentación canción, 19-02-2016 (cantantes elegidos internamente, 25-11-2015)      |
| Bosnia y Herzegovina BHRT | El amor es                         | Bosnio                                 | Presentación canción, 19-02-2016 (cantantes elegidos internamente, 25-11-2015)      |
| Bulgaria BNT              | «If Love Was a Crime»              | Poli Genova                            | Presentación canción, 21-03-16 (cantante elegido internamente, 19-02-16)            |
| Bulgaria BNT              | Si el amor fuera un crimen         | Inglés y búlgaro                       | Presentación canción, 21-03-16 (cantante elegido internamente, 19-02-16)            |
| Chipre CyBC               | «Alter Ego»                        | Minus One                              | Presentación canción, 22-02-2016 (cantante elegido internamente, 04-11-2015)        |
| Chipre CyBC               | El otro yo                         | Inglés                                 | Presentación canción, 22-02-2016 (cantante elegido internamente, 04-11-2015)        |
| Croacia HRT               | «Lighthouse»                       | Nina Kraljić                           | Presentación canción, 09-03-2016 (cantante elegido internamente, 24-02-2016)        |
| Croacia HRT               | Faro                               | Inglés                                 | Presentación canción, 09-03-2016 (cantante elegido internamente, 24-02-2016)        |
| Dinamarca DR              | «Soldiers of Love»                 | Lighthouse X                           | Dansk Melodi Grand Prix 2016, 13-02-2016                                            |
| Dinamarca DR              | Soldados del amor                  | Inglés                                 | Dansk Melodi Grand Prix 2016, 13-02-2016                                            |
| Eslovenia RTVSLO          | «Blue and Red»                     | ManuElla                               | EMA 2016, 27-02-2016                                                                |
| Eslovenia RTVSLO          | Azul y rojo                        | Inglés                                 | EMA 2016, 27-02-2016                                                                |
| España TVE                | «Say Yay!»                         | Barei                                  | Objetivo Eurovisión, 01-02-2016                                                     |
| España TVE                | ¡Di yay!                           | Inglés                                 | Objetivo Eurovisión, 01-02-2016                                                     |
| Estonia ERR               | «Play»                             | Jüri Pootsmann                         | Eesti Laul 2016, 05-03-2016                                                         |
| Estonia ERR               | Jugar                              | Inglés                                 | Eesti Laul 2016, 05-03-2016                                                         |
| Finlandia YLE             | «Sing It Away»                     | Sandhja                                | Uuden Musiikin Kilpailu 2016, 27-02-2016                                            |
| Finlandia YLE             | Cántalo                            | Inglés                                 | Uuden Musiikin Kilpailu 2016, 27-02-2016                                            |
| Francia France 2          | «J'ai cherché»                     | Amir                                   | Elección interna, 29-02-2016                                                        |
| Francia France 2          | He buscado                         | Francés e inglés                       | Elección interna, 29-02-2016                                                        |
| Georgia GPB               | «Midnight Gold»                    | Nika Kocharov & Young Georgian Lolitaz | Elección de la Canción, 15-02-2016 (cantante elegido internamente, 15-12-2015)      |
| Georgia GPB               | Oro de medianoche                  | Inglés                                 | Elección de la Canción, 15-02-2016 (cantante elegido internamente, 15-12-2015)      |
| Grecia ERT                | «Utopian Land»                     | Argo                                   | Elección de la Canción, 10-03-2016 (cantante elegido internamente, 09-02-2016)      |
| Grecia ERT                | Tierra utópica                     | Griego, griego póntico e inglés        | Elección de la Canción, 10-03-2016 (cantante elegido internamente, 09-02-2016)      |
| Hungría MTVA              | «Pioneer»                          | Freddie                                | A Dal 2016, 27-02-2016                                                              |
| Hungría MTVA              | Pionero                            | Inglés                                 | A Dal 2016, 27-02-2016                                                              |
| Irlanda RTÉ               | «Sunlight»                         | Nicky Byrne                            | Elección Interna, 13-01-2016                                                        |
| Irlanda RTÉ               | Luz del sol                        | Inglés                                 | Elección Interna, 13-01-2016                                                        |
| Islandia RÚV              | «Hear Them Calling»                | Gréta Salóme                           | Söngvakeppni Sjónvarpsins 2016, 20-02-2016                                          |
| Islandia RÚV              | Los oigo llamar                    | Inglés                                 | Söngvakeppni Sjónvarpsins 2016, 20-02-2016                                          |
| Israel IBA                | «Made of Stars»                    | Hovi Star                              | The Next Star, 03-03-2016                                                           |
| Israel IBA                | Hechos de estrellas                | Inglés                                 | The Next Star, 03-03-2016                                                           |
| Italia RAI                | «No Degree of Separation»          | Francesca Michielin                    | Festival de la Canción de San Remo, 13-02-2016                                      |
| Italia RAI                | Ningún grado de separación         | Italiano e inglés                      | Festival de la Canción de San Remo, 13-02-2016                                      |
| Letonia LTV               | «Heartbeat»                        | Justs                                  | Supernova 2016, 28-02-2016                                                          |
| Letonia LTV               | Latido                             | Inglés                                 | Supernova 2016, 28-02-2016                                                          |
| Lituania LRT              | «I've Been Waiting for This Night» | Donny Montell                          | Eurovizijos 2016, 12-03-2016                                                        |
| Lituania LRT              | He estado esperando esta noche     | Inglés                                 | Eurovizijos 2016, 12-03-2016                                                        |
| Macedonia (ARY) MRT       | «Dona»                             | Kaliopi                                | Presentación canción, 07-03-2016 (cantante elegido internamente, 24-11-2015)        |
| Macedonia (ARY) MRT       | Mujer                              | Macedonio                              | Presentación canción, 07-03-2016 (cantante elegido internamente, 24-11-2015)        |
| Malta PBS                 | «Walk on Water»                    | Ira Losco                              | Elección de la Canción, 17-03-2016 (cantante elegido en Final Nacional, 23-01-2016) |
| Malta PBS                 | Caminar sobre el agua              | Inglés                                 | Elección de la Canción, 17-03-2016 (cantante elegido en Final Nacional, 23-01-2016) |
| Moldavia TRM              | «Falling Stars»                    | Lidia Isac                             | O Melodie pentru Europa, 27-02-2016                                                 |
| Moldavia TRM              | Estrellas fugaces                  | Inglés                                 | O Melodie pentru Europa, 27-02-2016                                                 |
| Montenegro RTCG           | «The Real Thing»                   | Highway                                | Presentación canción, 04-03-2016 (cantante elegido internamente, 02-10-2015)        |
| Montenegro RTCG           | Lo verdadero                       | Inglés                                 | Presentación canción, 04-03-2016 (cantante elegido internamente, 02-10-2015)        |
| Noruega NRK               | «Icebreaker»                       | Agnete                                 | Melodi Grand Prix 2016, 27-02-2016                                                  |
| Noruega NRK               | Rompehielos                        | Inglés                                 | Melodi Grand Prix 2016, 27-02-2016                                                  |
| Países Bajos AVROTROS     | «Slow Down»                        | Douwe Bob                              | Presentación canción, 04-03-2016 (cantante elegido internamente, 22-09-2015)        |
| Países Bajos AVROTROS     | Frena                              | Inglés                                 | Presentación canción, 04-03-2016 (cantante elegido internamente, 22-09-2015)        |
| Polonia TVP               | «Color of Your Life»               | Michał Szpak                           | Krajowe Eliminacje, 05-03-2016                                                      |
| Polonia TVP               | El color de tu vida                | Inglés                                 | Krajowe Eliminacje, 05-03-2016                                                      |
| Reino Unido BBC           | «You're Not Alone»                 | Joe & Jake                             | Eurovision: You Decide, 26-02-2016                                                  |
| Reino Unido BBC           | No estás solo                      | Inglés                                 | Eurovision: You Decide, 26-02-2016                                                  |
| República Checa ČT        | «I Stand»                          | Gabriela Gunčíková                     | Elección interna 10-03-2016                                                         |
| República Checa ČT        | Me levanto                         | Inglés                                 | Elección interna 10-03-2016                                                         |
| Rumanía TVR               | «Moment of Silence»                | Ovidiu Anton                           | Selecția Națională 2016 06-03-2016                                                  |
| Rumanía TVR               | Momento del silencio               | Inglés                                 | Selecția Națională 2016 06-03-2016                                                  |
| Rusia RTR                 | «You Are the Only One»             | Serguéi Lázarev                        | Presentación canción, 05-03-2016 (cantante elegido internamente, 10-12-2015)        |
| Rusia RTR                 | Eres la única                      | Inglés                                 | Presentación canción, 05-03-2016 (cantante elegido internamente, 10-12-2015)        |
| San Marino SMRTV          | «I Didn't Know»                    | Serhat                                 | Presentación canción, 09-03-2016 (cantante elegido internamente, 12-01-2016)        |
| San Marino SMRTV          | No sabía                           | Inglés                                 | Presentación canción, 09-03-2016 (cantante elegido internamente, 12-01-2016)        |
| Serbia RTS                | «Goodbye (Shelter)»                | ZAA Sanja Vučić                        | Pesma Srbije za Evropu, 12-03-2016                                                  |
| Serbia RTS                | Adiós (Refugio)                    | Inglés                                 | Pesma Srbije za Evropu, 12-03-2016                                                  |
| Suecia SVT                | «If I Were Sorry»                  | Frans                                  | Melodifestivalen 2016, 12-03-2016                                                   |
| Suecia SVT                | Si estuviera arrepentido           | Inglés                                 | Melodifestivalen 2016, 12-03-2016                                                   |
| Suiza SRG SSR             | «The Last of Our Kind»             | Rykka                                  | Die Grosse Entscheidungsshow, 13-02-2016                                            |
| Suiza SRG SSR             | Los últimos de nuestra especie     | Inglés                                 | Die Grosse Entscheidungsshow, 13-02-2016                                            |
| Ucrania NTU               | «1944»                             | Jamala                                 | Nacionalnij Vidbir, 21-02-2016                                                      |
| Ucrania NTU               | -                                  | Inglés y tártaro de Crimea             | Nacionalnij Vidbir, 21-02-2016                                                      |

1. ↑  Alemania: A finales del mes de noviembre de 2015 la emisora NDR anunció al famoso cantante Xavier Naidoo como su representante en Estocolmo 2016, no obstante después de apenas 48 horas este fue retirado, debido a numerosas críticas por parte de sectores de la sociedad alemana, medios de comunicación y políticos, al considerar algunas de las letras de sus canciones antisemitas y homófobas.[35]
2. ↑  España: Por primera vez en su historia y después de cincuenta y cinco participaciones, España fue representada por una canción íntegramente en inglés.[53]

#### Artistas que regresan
- Monika Manucharova: Representó a Armenia en el Festival de la Canción de Eurovisión Junior 2008, con la canción «Im ergi hnchyune». Y ahora participa como corista de Iveta Mukuchyan.
- Deen: Representó a Bosnia y Herzegovina como solista en el Festival de la Canción de Eurovisión 2004 con la canción «In The Disco», quedando en novena posición con 91 puntos. Regresa con un cuarteto junto a Dalal Midhat, Ana Rucner y Jala.
- Poli Genova: Representó a Bulgaria en el Festival de la Canción de Eurovisión 2011 con la canción «Na inat». También presentó el Festival de la Canción de Eurovisión Junior 2015.
- Johannes Nymark: El integrante de Lighthouse X formó parte de la delegación italiana en el Festival de la Canción de Eurovisión 2014, siendo el teclado de Emma Marrone y participando en la actuación de Italia.
- Gréta Salóme: Representó a Islandia en el Festival de la Canción de Eurovisión 2012 a dúo con Jónsi con la canción «Never Forget», quedando en 20.º lugar con 46 puntos en la gran final.
- Donny Montell: Representó a Lituania en el Festival de la Canción de Eurovisión 2012 con la canción «Love is blind», quedando en 14.º lugar con 70 puntos en la gran final.
- Ira Losco: Representó a Malta en el Festival de la Canción de Eurovisión 2002 con la canción «7th Wonder», alzándose con la segunda posición con un total de 164 puntos.
- Kaliopi: Representó a ARY Macedonia en el 1996 con la canción «Samo ti», pero ese año se celebró una semifinal no televisada donde quedó eliminada. Volvió a representar a Macedonia en el 2012 con la canción «Crno i Belo», quedando en 13° lugar con un total de 71 puntos en la gran final.
- Bojan Jovović: En el 2005 representó a la extinta nación de Serbia y Montenegro como integrante del grupo No Name; este año regresa siendo parte del grupo Highway representando a Montenegro.

#### Idiomas
De los 42 temas participantes, 33 fueron interpretados íntegramente en inglés. Por primera vez en su historia, y después de cincuenta y cinco participaciones, España fue representada por una canción en inglés. Austria cantó en francés. Mientras tanto, solo Macedonia y Bosnia y Herzegovina utilizaron su idioma nativo, el macedonio y el bosnio, respectivamente. Cabe destacar el debut de dos idiomas que no se habían usado antes en el festival: el tártaro de Crimea por parte de Ucrania y el griego póntico por parte de Grecia.

## Sorteo de semifinales
Los componentes del Big Five (Alemania, España, Francia, Italia y Reino Unido) y el anfitrión Suecia tenían garantizado su pase a la final de Eurovisión 2016 que se celebró el 14 de mayo.
Los países restantes tuvieron que ganarse este puesto en la semifinal. Los diez más votados de cada semifinal conseguierón el pase a la gran final. El sorteo para decidir en qué semifinal actuaría cada candidatura y en qué mitad (primera mitad o segunda mitad) se llevó a cabo el 25 de enero de 2016; para ello los países participantes fueron repartidos en cinco bombos en razón a su ubicación geográfica y tendencia en las votaciones. Cabe destacar que Israel solicitó a la UER participar en la segunda semifinal a fin de que su participación no coincidiera con la festividad del Yom Hazikarón, día nacional de los caídos. De igual manera, Alemania pidió votar en la segunda semifinal debido a razones de estricta programación. Rumanía estuvo incluida en el sorteo, aunque posteriormente, el 23 de abril, fue apartada por la UER por la deuda impagada que mantiene con la institución la televisión rumana TVR.
| Bombo 1                                                                                        | Bombo 2                                                          | Bombo 3                                                          | Bombo 4                                                           | Bombo 5                                                               | Bombo 6                                                   |
| ---------------------------------------------------------------------------------------------- | ---------------------------------------------------------------- | ---------------------------------------------------------------- | ----------------------------------------------------------------- | --------------------------------------------------------------------- | --------------------------------------------------------- |
| - Albania - Bosnia y Herzegovina - Croacia - Macedonia (ARY) - Montenegro - Serbia - Eslovenia | - Dinamarca - Estonia - Finlandia - Islandia - Letonia - Noruega | - Armenia - Azerbaiyán - Bielorrusia - Georgia - Rusia - Ucrania | - Australia - Bélgica - Bulgaria - Chipre - Grecia - Países Bajos | - República Checa - Irlanda - Lituania - Malta - Polonia - San Marino | - Austria - Hungría - Moldavia - Rumania - Israel - Suiza |

| 1.ª semifinal 10 de mayo de 2016                                                | 1.ª semifinal 10 de mayo de 2016                                                                 | 2.ª semifinal 12 de mayo de 2016                                                           | 2.ª semifinal 12 de mayo de 2016                                             |
| ------------------------------------------------------------------------------- | ------------------------------------------------------------------------------------------------ | ------------------------------------------------------------------------------------------ | ---------------------------------------------------------------------------- |
| Croacia Finlandia Moldavia Armenia Grecia Hungría Rusia Países Bajos San Marino | Azerbaiyán Chipre Malta Bosnia y Herzegovina Estonia República Checa Montenegro Islandia Austria | Letonia Bielorrusia Irlanda Suiza Macedonia (ARY) Australia Lituania Polonia Israel Serbia | Albania Bulgaria Dinamarca Georgia Rumania Eslovenia Noruega Ucrania Bélgica |
| Con derecho a voto: Suecia Francia España                                       | Con derecho a voto: Suecia Francia España                                                        | Con derecho a voto: Alemania Italia Reino Unido                                            | Con derecho a voto: Alemania Italia Reino Unido                              |

1. 1 2  Rumanía fue expulsada del certamen por la UER el 22 de abril, semanas después del sorteo de semifinales
2. ↑  Israel solicitó a la UER participar en la segunda semifinal por razones de calendario, sólo se sorteó en qué mitad actuaría.
3. ↑  Alemania solicitó a la UER que se le asignase retransmitir la segunda semifinal por razones de programación.

## Festival

### Nuevas reglas en el sistema de votación
A finales de febrero la UER anunció que el sistema de votaciones afrontará su mayor cambio desde el año 1975, en el que se estableció el formato clásico de reparto de puntos. En años anteriores cada país otorgaba 1 a 8, 10 y 12 puntos a sus 10 canciones favoritas, a partir del promedio de puntuaciones del jurado profesional (50%) y de televoto (50%) de cada país participante. Sin embargo, a partir de esta edición, las votaciones del jurado profesional y el público se anunciarán por separado.
Durante las semifinales simplemente se anunciarán en orden aleatorio a los 10 países clasificados. En la final, habrá dos fases de votación. En la primera se mantendrá la dinámica tradicional, en la que los portavoces de cada país anunciarán los votos a viva voz, pero esta vez sólo la votación de su jurado profesional (12 puntos para el más votado, 10 para el segundo y así sucesivamente). Posteriormente, los presentadores de la gala desvelarán los resultados del televoto en un solo bloque y de menor a mayor, es decir, primero por el país que recibió menos puntos por los espectadores y al final quien recibió una mayor cantidad de votos.
De modo que, en palabras de los organizadores, con el nuevo sistema el ganador no se conocerá hasta el último minuto, con lo que se pretende dar más emoción al festival. En palabras de Jon Ola Sand, Supervisor Ejecutivo del Festival, «este un gran paso para hacer un mejor “show” televisivo y para garantizar mayor emoción en la competición».

### Semifinales
La primera semifinal se realizó el 10 de mayo y la segunda el 12 de mayo de 2016. Los clasificados de ambas semifinales se unieron en la Final del 14 de mayo de 2016, con el país anfitrión Suecia y el Big 5 (Alemania, España, Francia, Italia y Reino Unido).
Durante una reunión del Grupo de Referencia de la UER en Berlín, se acordó que a partir de la presente edición los países que integran el Big Five o también llamado «Los Cinco Grandes» en español, y que estaría conformado por España, Alemania, Reino Unido, Italia y Francia, presentarán sus canciones en la semifinal en la que les corresponda votar, pero manteniendo su pase directo a la Gran Final; esta regla también se aplicará para el país anfitrión, en este caso Suecia. En cada semifinal se emitirá un extracto de 55 segundos de la actuación de los finalistas directos correspondientes en el ensayo general previo. Tras la semifinal, los ensayos íntegras de los finalistas directo se publicarán en la página web oficial.

#### Semifinal 1
La primera semifinal del Festival de la Canción de Eurovisión 2016, se celebró el 10 de mayo de 2016, (21:00 horas CEST). 18 países participaron en este evento, en busca de uno de los 10 puestos para la final. Un total de 21 países tuvieron derecho a voto en este semifinal: los 18 participantes más Suecia, España y Francia, quienes ya se encontraban clasificados directamente a la final.
República Checa ha conseguido por primera vez en su historia el pase a la final de Eurovisión, mientras que Grecia y Bosnia-Herzegovina quedaron eliminadas por vez primera desde que se instauró el sistema de semifinales en 2004. Al mismo tiempo, Croacia logra hacerlo después de siete años. Rusia, Armenia, Azerbaiyán, Países Bajos, Hungría, Austria, Chipre y Malta, también convencieron con sus interpretaciones tanto a los jurados profesionales como al televoto. Por otro lado, además de Grecia y Bosnia, Moldavia, San Marino, Estonia, Montenegro e Islandia fueron eliminadas, esta última una de las favoritas para clasificarse según las casas de apuestas.
Una vez finalizado el festival, se publicaron los resultados detallados de los diez clasificados y los demás países participantes que no lograron pasar a la Gran Final. Rusia, con Sergey Lazarev y su canción «You are the only one», fue el máximo favorito de esta semifinal con 342 puntos; seguido muy lejos por Armenia y su representante Iveta Mukuchyan y «LoveWave» con un total de 243 puntos; el Top3 de esta semifinal lo completó Malta, con la subcampeona de la edición 2002, Ira Losco y «Walk on water» con 209 puntos.

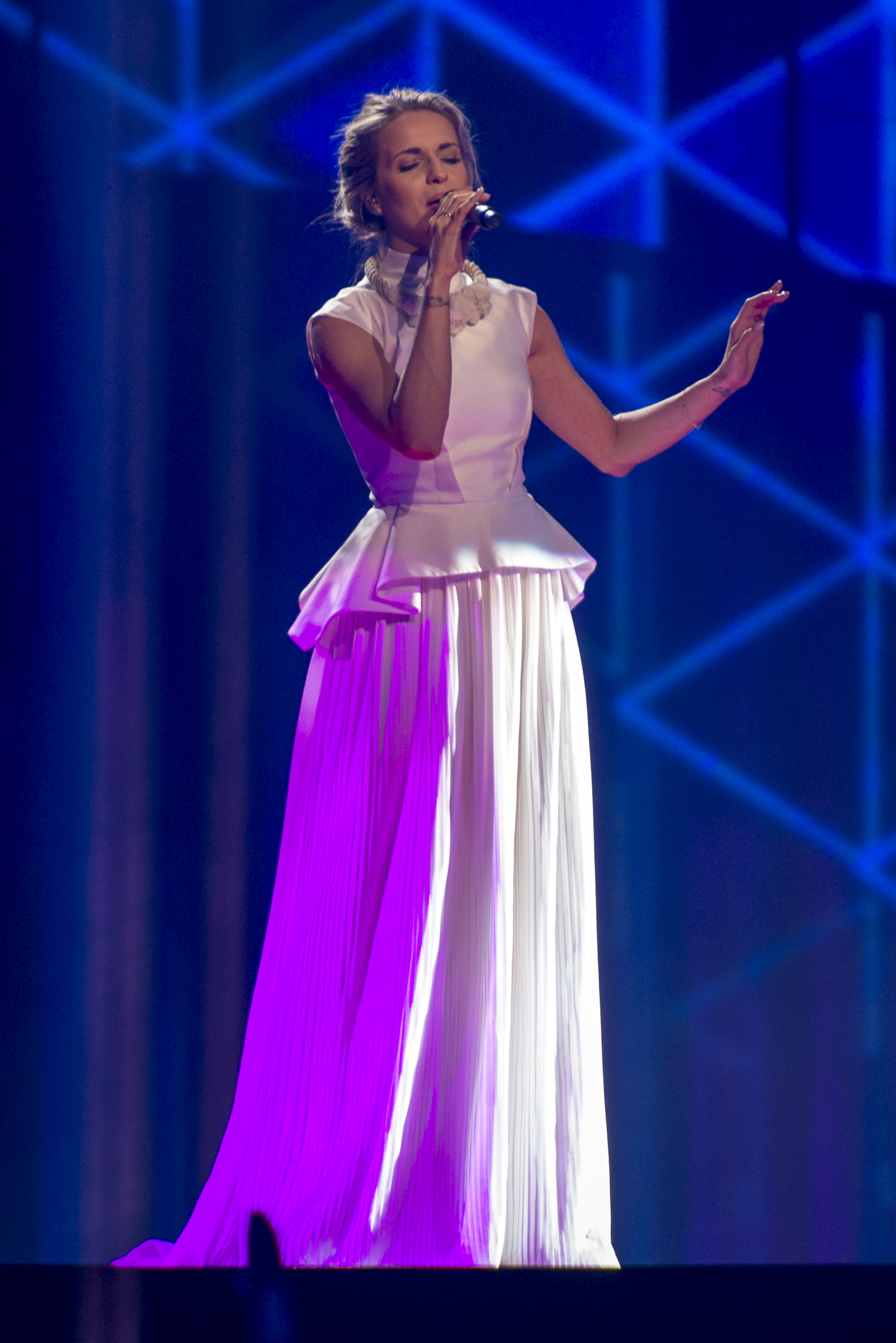
La República Checa clasificó por primera vez en su historia, con Gabriela Gunčíková.

| N.º | País                 | Intérprete(s)                      | Canción                | Lugar | Pts. |
| --- | -------------------- | ---------------------------------- | ---------------------- | ----- | ---- |
| 01  | Finlandia            | Sandhja                            | «Sing It Away»         | 15    | 51   |
| 02  | Grecia               | Argo                               | «Utopian Land»         | 16    | 44   |
| 03  | Moldavia             | Lidia Isac                         | «Falling Stars»        | 17    | 33   |
| 04  | 'Hungría'            | Freddie                            | «Pioneer»              | 4     | 197  |
| 05  | 'Croacia'            | Nina Kraljić                       | «Lighthouse»           | 10    | 133  |
| 06  | 'Países Bajos'       | Douwe Bob                          | «Slow Down»            | 5     | 197  |
| 07  | 'Armenia'            | Iveta Mukuchyan                    | «LoveWave»             | 2     | 243  |
| 08  | San Marino           | Serhat                             | «I Didn't Know»        | 12    | 68   |
| 09  | 'Rusia'              | Sergey Lazarev                     | «You Are the Only One» | 1     | 342  |
| 10  | 'República Checa'    | Gabriela Gunčíková                 | «I Stand»              | 9     | 161  |
| 11  | 'Chipre'             | Minus One                          | «Alter Ego»            | 8     | 164  |
| 12  | 'Austria'            | Zoë                                | «Loin d'ici»           | 7     | 170  |
| 13  | Estonia              | Jüri Pootsmann                     | «Play»                 | 18    | 24   |
| 14  | 'Azerbaiyán'         | Samra Rahimli                      | «Miracle»              | 6     | 185  |
| 15  | Montenegro           | Highway                            | «The real thing»       | 13    | 60   |
| 16  | Islandia             | Gréta Salóme                       | «Hear Them Calling»    | 14    | 51   |
| 17  | Bosnia y Herzegovina | Dalal & Deen ft. Ana Rucner & Jala | «Ljubav je»            | 11    | 104  |
| 18  | 'Malta'              | Ira Losco                          | «Walk on Water»        | 3     | 209  |

#### Desglose Semifinal 1
| Pos. | Jurado               | Puntos |
| ---- | -------------------- | ------ |
| 1    | 'Malta'              | 155    |
| 2    | 'Rusia'              | 148    |
| 3    | 'Armenia'            | 127    |
| 4    | 'República Checa'    | 120    |
| 5    | 'Países Bajos'       | 102    |
| 6    | 'Azerbaiyán'         | 92     |
| 7    | 'Croacia'            | 80     |
| 8    | 'Hungría'            | 78     |
| 9    | 'Chipre'             | 71     |
| 10   | Montenegro           | 46     |
| 11   | 'Austria'            | 37     |
| 12   | Finlandia            | 35     |
| 13   | Islandia             | 27     |
| 14   | Bosnia y Herzegovina | 26     |
| 15   | Moldavia             | 24     |
| 16   | Grecia               | 22     |
| 17   | San Marino           | 19     |
| 18   | Estonia              | 9      |

| Pos. | Televoto             | Puntos |
| ---- | -------------------- | ------ |
| 1    | 'Rusia'              | 194    |
| 2    | 'Austria'            | 133    |
| 3    | 'Hungría'            | 119    |
| 4    | 'Armenia'            | 116    |
| 5    | 'Países Bajos'       | 95     |
| 6    | 'Chipre'             | 93     |
| 7    | 'Azerbaiyán'         | 93     |
| 8    | Bosnia y Herzegovina | 78     |
| 9    | 'Malta'              | 54     |
| 10   | 'Croacia'            | 53     |
| 11   | San Marino           | 49     |
| 12   | 'República Checa'    | 41     |
| 13   | Islandia             | 24     |
| 14   | Grecia               | 22     |
| 15   | Finlandia            | 16     |
| 16   | Estonia              | 15     |
| 17   | Montenegro           | 14     |
| 18   | Moldavia             | 9      |

#### Semifinal 2
La segunda semifinal del Festival de la Canción de Eurovisión 2016, se celebró el 12 de mayo de 2016, (21:00 horas CEST). 18 países participaron en este evento, en busca de uno de los 10 puestos para la final. Un total de 21 países tuvieron derecho a voto en este semifinal: los 18 participantes más Italia, Alemania y Reino Unido, quienes ya se encontraban clasificados directamente a la final. A Rumanía se le había asignado originalmente actuar en el puesto 12.º, pero tras ser expulsados del certamen el 23 de abril por deudas impagadas con la UER, a los países que debían actuar tras el puesto 13.º se les asignó el puesto anterior en el orden de salida.
Los clasificados de esta semifinal fueron Letonia, Polonia, Australia, Ucrania, Israel, Serbia, Georgia, Lituania, Bélgica y Bulgaria, este último era la nación que más años llevaba sin alcanzar una final desde el 2007. Por el contrario, tras organizar el festival en 2014, Dinamarca lleva dos años consecutivos sin pasar a la final, mientras que Noruega, después de tres Top 10 seguidos, quedó eliminada; tampoco clasificaron Suiza, Macedonia (ARY), Bielorrusia, Eslovenia, Albania e Irlanda con el famoso cantante Nicky Byrne, exintegrante de la banda Westlife.
Una vez finalizado el festival, se publicaron los resultados detallados de los diez clasificados y los demás países participantes que no lograron pasar a la Gran Final. Australia, con Dami Im y «Sound of silence», obtuvo el primer lugar de esta semifinal con 330 puntos, seguida por Ucrania, con Jamala y «1944» con 287 puntos; el Top 3 lo completó Bélgica y su joven cantante Laura Tesoro con 274 puntos.
| N.º | País            | Intérprete(s)                          | Canción                            | Lugar | Pts. |
| --- | --------------- | -------------------------------------- | ---------------------------------- | ----- | ---- |
| 01  | 'Letonia'       | Justs                                  | «Heartbeat»                        | 8     | 132  |
| 02  | 'Polonia'       | Michał Szpak                           | «Color of Your Life»               | 6     | 151  |
| 03  | Suiza           | Rykka                                  | «The Last of Our Kind»             | 18    | 28   |
| 04  | 'Israel'        | Hovi Star                              | «Made of Stars»                    | 7     | 147  |
| 05  | Bielorrusia     | Ivan                                   | «Help You Fly»                     | 12    | 84   |
| 06  | 'Serbia'        | Sanja Vučić                            | «Goodbye (Shelter)»                | 10    | 105  |
| 07  | Irlanda         | Nicky Byrne                            | «Sunlight»                         | 15    | 46   |
| 08  | Macedonia (ARY) | Kaliopi                                | «Dona»                             | 11    | 88   |
| 09  | Lituania        | Donny Montell                          | «I've Been Waiting for This Night» | 4     | 222  |
| 10  | 'Australia'     | Dami Im                                | «Sound of Silence»                 | 1     | 330  |
| 11  | Eslovenia       | ManuElla                               | «Blue and Red»                     | 14    | 57   |
| 12  | 'Bulgaria'      | Poli Genova                            | «If Love Was a Crime»              | 5     | 220  |
| 13  | Dinamarca       | Lighthouse X                           | «Soldiers of Love»                 | 17    | 34   |
| 14  | 'Ucrania'       | Jamala                                 | «1944»                             | 2     | 287  |
| 15  | Noruega         | Agnete Johnsen                         | «Icebreaker»                       | 13    | 63   |
| 16  | 'Georgia'       | Nika Kocharov & Young Georgian Lolitaz | «Midnight Gold»                    | 9     | 123  |
| 17  | Albania         | Eneda Tarifa                           | «Fairytale»                        | 16    | 45   |
| 18  | 'Bélgica'       | Laura Tesoro                           | «What's The Pressure?»             | 3     | 274  |

#### Desglose Semifinal 2
| Pos. | Jurado          | Puntos |
| ---- | --------------- | ------ |
| 1    | 'Australia'     | 188    |
| 2    | 'Bélgica'       | 139    |
| 3    | 'Ucrania'       | 135    |
| 4    | 'Israel'        | 127    |
| 5    | 'Lituania'      | 104    |
| 6    | 'Bulgaria'      | 98     |
| 7    | 'Georgia'       | 84     |
| 8    | 'Letonia'       | 64     |
| 9    | 'Serbia'        | 55     |
| 10   | Eslovenia       | 49     |
| 11   | Macedonia (ARY) | 34     |
| 12   | Bielorrusia     | 32     |
| 13   | Noruega         | 29     |
| 14   | Suiza           | 25     |
| 15   | 'Polonia'       | 20     |
| 16   | Irlanda         | 15     |
| 17   | Dinamarca       | 10     |
| 18   | Albania         | 10     |

| Pos. | Televoto        | Puntos |
| ---- | --------------- | ------ |
| 1    | 'Ucrania'       | 152    |
| 2    | 'Australia'     | 142    |
| 3    | 'Bélgica'       | 135    |
| 4    | 'Polonia'       | 131    |
| 5    | 'Bulgaria'      | 122    |
| 6    | 'Lituania'      | 118    |
| 7    | 'Letonia'       | 68     |
| 8    | Macedonia (ARY) | 54     |
| 9    | Bielorrusia     | 52     |
| 10   | 'Serbia'        | 50     |
| 11   | 'Georgia'       | 39     |
| 12   | Albania         | 35     |
| 13   | Noruega         | 34     |
| 14   | Irlanda         | 31     |
| 15   | Dinamarca       | 24     |
| 16   | 'Israel'        | 20     |
| 17   | Eslovenia       | 8      |
| 18   | Suiza           | 3      |

### Final

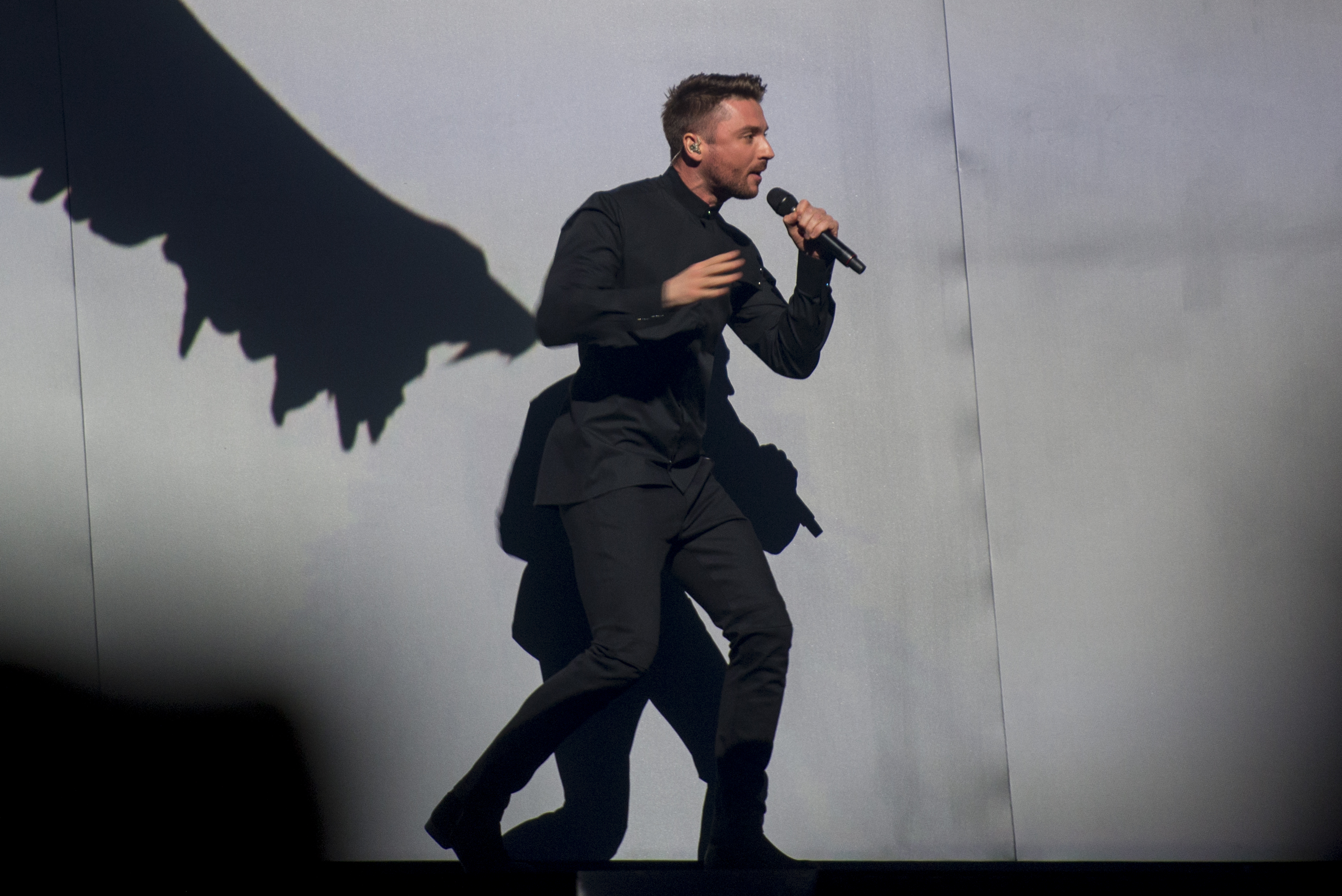
El cantante ruso Sergey Lazarev recurrió al mapping durante gran parte de su actuación.

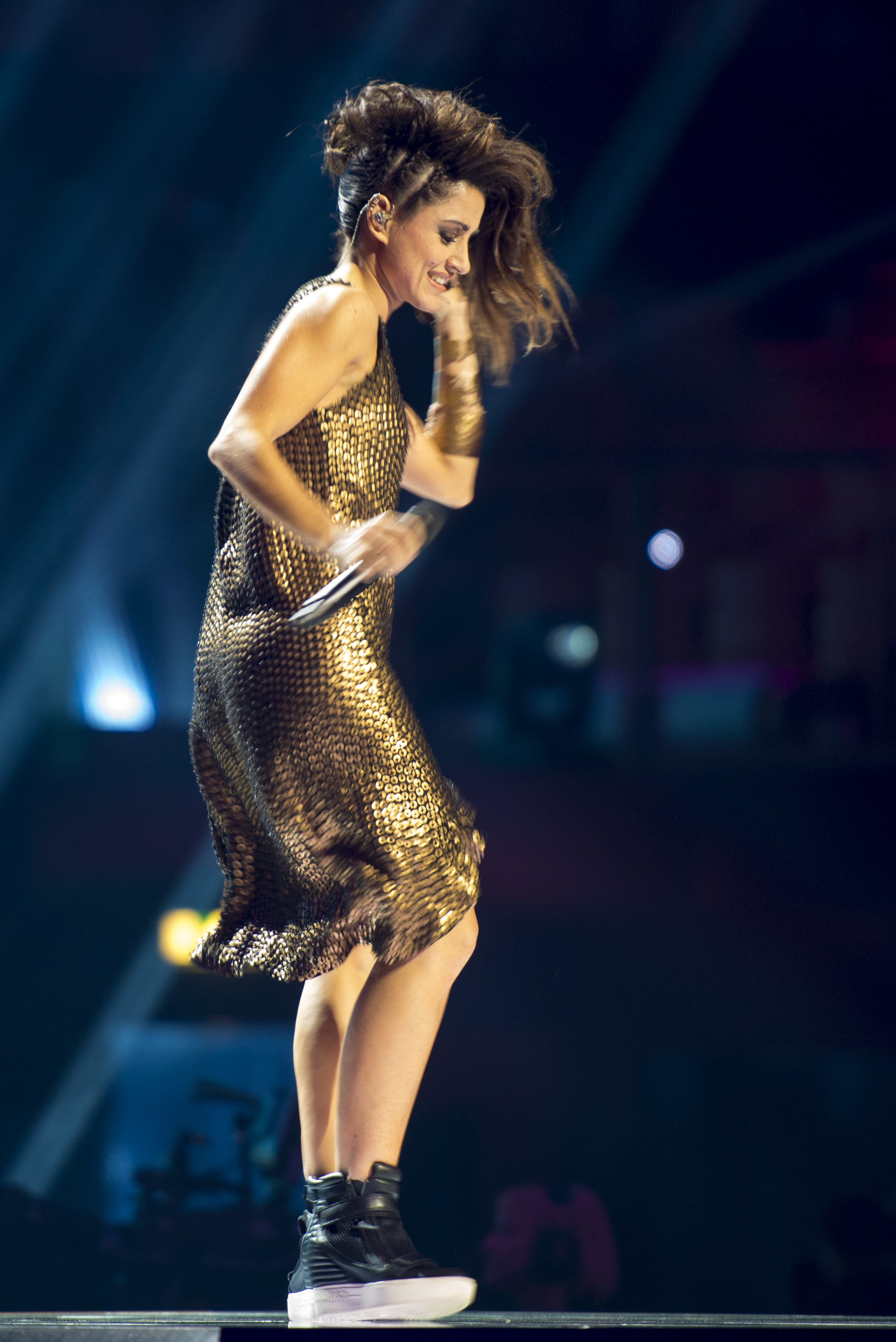
Por elección popular, la cantante Barei representó España con una canción íntegramente en inglés, por primera vez en su historia en el festival.

La Gran Final del festival se celebró el sábado 14 de mayo de 2016 (21:00 horas CEST) y estuvo compuesta por los 10 clasificados de la primera y de la segunda semifinal, el «Big 5» (Alemania, España, Francia, Italia y Reino Unido) y el país anfitrión, Suecia.
Tal como pasó en las semifinales, el orden de actuación fue decidido por los productores tras conocerse la identidad de los 20 semifinalistas clasificados y determinarse por azar en qué mitad de la gala actuarán junto a los finalistas directos (primera mitad, del 1-13; o segunda mitad, del 14-26); sin embargo, durante la reunión de jefes de delegación de los 43 países participantes, celebrada el 14 de marzo de 2016, se determinó por sorteo que el anfitrión, Suecia, actuase en la novena posición.
Tras la eliminación de Finlandia e Islandia en la primera semifinal y la de Dinamarca y Noruega en la segunda, la Final se quedó sin países nórdicos, a excepción del anfitrión, Suecia, que por tal condición estaba clasificado directamente para la gala del sábado.
Ucrania con la canción «1944» de Jamala, se proclamó vencedora del Festival de Eurovisión de 2016 siendo esta su segunda victoria y su primera desde 2004 con 534 puntos, frente a los 511 puntos de Australia y los 491 puntos de Rusia, segunda y tercera respectivamente. Bajo el nuevo sistema de votación y la forma de presentar los resultados, el resultado final no se dio a conocer hasta el último minuto, momento en que la victoria estaba siendo disputada entre Ucrania y Rusia
Cabe destacar que, a pesar de no ganar ni la votación del jurado ni la del televoto –fue segunda en ambas–, la suma de los puntos con el nuevo sistema de votación implementado por la UER posibilitó el triunfo de Ucrania, superando a las dos grandes favoritas para la victoria según las casas de apuestas, la australiana Dami Im y el ruso Sergey Lazarev. Con la balada «Sound of silence» que permitía mostrar potencia vocal y acompañada de una puesta en escena con efectos holográficos, la australiana se convirtió en la favorita del jurado, mientras que el ruso, con el tema pop «You are the only one» y una escenografía que combinaba coreografía con un uso intensivo de proyecciones de «mapping», lo fue del televoto.
El top 5 lo completaron la representante de Bulgaria Poli Genova con 307 puntos, y el joven sueco de 17 años Frans que obtuvo 261 puntos. Otro de los favoritos a priori para ganar era Francia, pero finalmente quedó sexto con su canción, siendo el Big 5 mejor clasificado y su mejor resultado en 15 años. Por el contrario, en la parte baja de la tabla quedó Alemania, que por segundo año consecutivo vuelve a ocupar la última posición con tan sólo 11 puntos, España por su parte logró posicionarse tercera en las apuestas pero obtuvo la 22.ª posición en la Gran Final. También decir que Italia, otro miembro del Big 5, no logró colocarse en el Top 10 quedando en el decimosexto puesto.
El artista invitado de la noche fue Justin Timberlake, quien durante el intermedio interpretó los temas «Rock Your Body» y «Can't Stop the Feeling».
| N.º | País            | Intérprete                             | Canción                            | Lugar | Pts. |
| --- | --------------- | -------------------------------------- | ---------------------------------- | ----- | ---- |
| 01  | Bélgica         | Laura Tesoro                           | «What's The Pressure?»             | 10    | 181  |
| 02  | República Checa | Gabriela Gunčíková                     | «I Stand»                          | 25    | 41   |
| 03  | Países Bajos    | Douwe Bob                              | «Slow Down»                        | 11    | 153  |
| 04  | Azerbaiyán      | Samra Rahimli                          | «Miracle»                          | 17    | 117  |
| 05  | Hungría         | Freddie                                | «Pioneer»                          | 19    | 108  |
| 06  | Italia          | Francesca Michielin                    | «No Degree Of Separation»          | 16    | 124  |
| 07  | Israel          | Hovi Star                              | «Made of Stars»                    | 14    | 135  |
| 08  | Bulgaria        | Poli Genova                            | «If Love Was a Crime»              | 4     | 331  |
| 09  | Suecia          | Frans                                  | «If I Were Sorry»                  | 5     | 261  |
| 10  | Alemania        | Jamie-Lee Kriewitz                     | «Ghost»                            | 26    | 11   |
| 11  | Francia         | Amir Haddad                            | «J'ai cherché»                     | 6     | 257  |
| 12  | Polonia         | Michał Szpak                           | «Color of Your Life»               | 8     | 229  |
| 13  | Australia       | Dami Im                                | «Sound of Silence»                 | 2     | 511  |
| 14  | Chipre          | Minus One                              | «Alter Ego»                        | 21    | 96   |
| 15  | Serbia          | Sanja Vučić                            | «Goodbye (Shelter)»                | 18    | 115  |
| 16  | Lituania        | Donny Montell                          | «I've Been Waiting for This Night» | 9     | 200  |
| 17  | Croacia         | Nina Kraljić                           | «Lighthouse»                       | 23    | 70   |
| 18  | Rusia           | Sergey Lazarev                         | «You Are the Only One»             | 3     | 464  |
| 19  | España          | Barei                                  | «Say Yay!»                         | 22    | 77   |
| 20  | Letonia         | Justs                                  | «Heartbeat»                        | 15    | 132  |
| 21  | 'Ucrania'       | Jamala                                 | «1944»                             | 1     | 534  |
| 22  | Malta           | Ira Losco                              | «Walk on Water»                    | 12    | 153  |
| 23  | Georgia         | Nika Kocharov & Young Georgian Lolitaz | «Midnight Gold»                    | 20    | 104  |
| 24  | Austria         | Zoë                                    | «Loin d'ici»                       | 13    | 151  |
| 25  | Reino Unido     | Joe & Jake                             | «You're Not Alone»                 | 24    | 52   |
| 26  | Armenia         | Iveta Mukuchyan                        | «LoveWave»                         | 7     | 249  |

#### Votaciones
| Orden de votación del Jurado Profesional | Orden de votación del Jurado Profesional                                                                                     | Orden de votación del Jurado Profesional                                                                                         | Orden de votación del Jurado Profesional | Orden de votación del Jurado Profesional |
| --- | --- | --- | --- | ---------------------------------------- |
| 1. Austria 2. Islandia 3. Azerbaiyán 4. San Marino 5. República Checa 6. Irlanda 7. Georgia 8. Bosnia y Herzegovina 9. Malta 10. España 11. Finlandia | 12. Suiza 13. Dinamarca 14. Francia 15. Moldavia 16. Armenia 17. Chipre 18. Bulgaria 19. Países Bajos 20. Letonia 21. Israel | 22. Bielorrusia 23. Alemania 24. Rusia 25. Noruega 26. Australia 27. Bélgica 28. Reino Unido 29. Croacia 30. Grecia 31. Lituania | 32. Serbia 33. Macedonia (ARY) 34. Albania 35. Estonia 36. Ucrania 37. Italia 38. Polonia 39. Eslovenia 40. Hungría 41. Montenegro 42. Suecia |                                          |

#### Desglose de votación
| Pos. | Jurado          | Puntos |
| ---- | --------------- | ------ |
| 1    | Australia       | 320    |
| 2    | Ucrania         | 211    |
| 3    | Francia         | 148    |
| 4    | Malta           | 137    |
| 5    | Rusia           | 130    |
| 6    | Bélgica         | 130    |
| 7    | Bulgaria        | 127    |
| 8    | Israel          | 124    |
| 9    | Suecia          | 122    |
| 10   | Armenia         | 115    |
| 11   | Países Bajos    | 114    |
| 12   | Lituania        | 104    |
| 13   | Italia          | 90     |
| 14   | Georgia         | 80     |
| 15   | Letonia         | 69     |
| 16   | España          | 67     |
| 17   | Reino Unido     | 54     |
| 18   | Hungría         | 52     |
| 19   | Azerbaiyán      | 44     |
| 20   | Chipre          | 43     |
| 21   | República Checa | 41     |
| 22   | Croacia         | 40     |
| 23   | Serbia          | 35     |
| 24   | Austria         | 31     |
| 25   | Polonia         | 7      |
| 26   | Alemania        | 1      |

| Pos. | Televoto        | Puntos |
| ---- | --------------- | ------ |
| 1    | Rusia           | 361    |
| 2    | Ucrania         | 323    |
| 3    | Polonia         | 222    |
| 4    | Australia       | 191    |
| 5    | Bulgaria        | 180    |
| 6    | Suecia          | 139    |
| 7    | Armenia         | 134    |
| 8    | Austria         | 120    |
| 9    | Francia         | 109    |
| 10   | Lituania        | 96     |
| 11   | Serbia          | 80     |
| 12   | Azerbaiyán      | 73     |
| 13   | Letonia         | 63     |
| 14   | Hungría         | 56     |
| 15   | Chipre          | 53     |
| 16   | Bélgica         | 51     |
| 17   | Países Bajos    | 39     |
| 18   | Italia          | 34     |
| 19   | Croacia         | 33     |
| 20   | Georgia         | 24     |
| 21   | Malta           | 16     |
| 22   | Israel          | 11     |
| 23   | España          | 10     |
| 24   | Alemania        | 10     |
| 25   | Reino Unido     | 8      |
| 26   | República Checa | 0      |

#### Máximas puntuaciones
Jurado
| N. | A            | De |
| -- | ------------ | --- |
| 11 | Ucrania      | San Marino, Georgia, Bosnia y Herzegovina, Dinamarca, Moldavia, Letonia, Israel, Serbia, Macedonia (ARY), Polonia, Eslovenia |
| 9  | Australia    | Austria, Suiza, Países Bajos, Bélgica, Croacia, Lituania, Albania, Hungría, Suecia                                           |
| 4  | Rusia        | Azerbaiyán, Chipre, Bielorrusia, Grecia                                                                                      |
| 3  | Armenia      | España, Bulgaria, Rusia |
| 3  | Suecia       | República Checa, Finlandia, Estonia                                                                                          |
| 2  | Bélgica      | Irlanda, Australia |
| 2  | Italia       | Francia, Noruega |
| 1  | España       | Italia |
| 1  | Francia      | Armenia |
| 1  | Georgia      | Reino Unido |
| 1  | Israel       | Alemania |
| 1  | Lituania     | Ucrania |
| 1  | Malta        | Montenegro |
| 1  | Países Bajos | Islandia |
| 1  | Reino Unido  | Malta |

Televoto
| N. | A         | De                                                                                                |
| -- | --------- | ------------------------------------------------------------------------------------------------- |
| 10 | Rusia     | Azerbaiyán, Moldavia, Armenia, Bulgaria, Letonia, Bielorrusia, Alemania, Serbia, Estonia, Ucrania |
| 6  | Serbia    | Bosnia y Herzegovina, Suiza, Croacia, Macedonia (ARY), Eslovenia, Montenegro                      |
| 6  | Ucrania   | San Marino, República Checa, Finlandia, Italia, Polonia, Hungría                                  |
| 3  | Armenia   | Georgia, Francia, Rusia                                                                           |
| 3  | Australia | Malta, Albania, Suecia                                                                            |
| 3  | Lituania  | Irlanda, Noruega, Reino Unido                                                                     |
| 2  | Bélgica   | Países Bajos, Australia                                                                           |
| 2  | Bulgaria  | España, Chipre                                                                                    |
| 2  | Polonia   | Austria, Bélgica                                                                                  |
| 2  | Suecia    | Islandia, Dinamarca                                                                               |
| 1  | Chipre    | Grecia                                                                                            |
| 1  | Francia   | Israel                                                                                            |
| 1  | Letonia   | Lituania                                                                                          |

### Portavoces
| - Albania - Andri Xhahu (Presentador de TV) - Alemania - Barbara Schöneberger (Actriz, cantante y presentadora) - Armenia - Sirusho (Representante de Armenia en 2008) - Australia - Lee Lin Chin (Presentadora de TV) - Austria - Kati Bellowitsch (Locutora y presentadora de TV) - Azerbaiyán - Tural Azadov (Presentador de TV) - Bélgica - Umesh Vangaver (Actor y productor de TV) - Bosnia y Herzegovina - Ivana Crnogorac (Presentadora de TV) - Bielorrusia - Uzari (Representante de Bielorrusia en 2015, junto a Maimuna) - Bulgaria - Anna Angelova (Presentadora de TV) - Chipre - Loukas Hamatsos (Presentador de TV) - Croacia - Nevena Rendeli (Locutora y presentadora de TV) - Dinamarca - Ulla Essendrop (Presentadora de TV) - Eslovenia - Marjetka Vovk (Representante de Eslovenia en 2015, formando parte del dúo Maraaya) - España - Jota Abril (Periodista y presentador de TV) - Estonia - Daniel Levi Viinalass - Finlandia - Jussi-Pekka Rantane (Locutora y presentadora de TV) - Francia - Élodie Gossuin (Presentadora de TV) - Georgia - Nina Sublatti (Representante de Georgia en 2015) - Grecia - Constantinos Christoforou (Representante de Chipre en 1996, 2002, formando parte de la banda One y 2005) - Hungría - Csilla Tatár | - Irlanda - Sinéad Kennedy (Presentadora de TV) - Islandia - Unnsteinn Manuel Stefánsson - Israel - Ofer Nachshon (Locutor y presentador de TV) - Italia - Claudia Andreatti (Miss Universo Italia 2006) - Letonia - Toms Grēviņš (Presentadora de TV) - Lituania - Ugnė Galadauskaitė (Presentadora de TV) - Macedonia (ARY) - Dijana Gogova (Periodista) - Malta - Ben Camille (Presentador de TV y actor) - Moldavia - Olivia Furtuna (Presentadora de TV) - Montenegro - Danijel Alibabić (Representante de Serbia y Montenegro en 2005 como integrante de No Name) - Noruega - Elisabeth Andreassen (Representante de Suecia en 1982, representante de Noruega en 1985, 1994 y 1996, ganadora en 1985, como integrante del dúo Bobbysocks) - Países Bajos - Trijntje Oosterhuis (Representante de Países Bajos en el 2015) - Polonia - Anna Popek (Presentadora de TV) - Reino Unido - Richard Osman (Presentador de TV, productor y director) - República Checa - Daniela Písařovicov (Presentadora de TV) - Rusia - Nyusha- (Cantante de pop) - San Marino - Irol Mc (Cantante) - Serbia - Jovana Janković (Presentadora de Eurovisión 2008) - Suecia - Gina Dirawi (Presentadora del Melodifestivalen en 2012, 2013 y 2016) - Suiza - Sebalter (Representante de Suiza en 2014) - Ucrania - Verka Serduchka (Representante de Ucrania en 2007) |  |

### Retransmisión y comentaristas
- (YouTube, desde el canal oficial de Eurovisión): Petra Mede y Måns Zelmerlöw (Todos los eventos)

#### Países participantes
- Albania (RTSH, RTSH HD , RTSH Muzikë y Radio Tirana): Andri Xhahu (Todos los eventos)
- Alemania (Das Erste, EinsFestival y Phoenix): Peter Urban (Todos los eventos)

(EinsPlus): Lengua de signos
- Armenia (AMPTV):  Avet Barseghyan (Primera semifinal y Final)
- Australia (SBS): Julia Zemiro y Sam Pang (Todos los eventos)[126]
- Austria (ORF eins): Andi Knoll (Todos los eventos)
- Azerbaiyán (İTV): Todos los eventos
- Bielorrusia (Belarus 1 y Belarus 24): Evgeny Perlin (Todos los eventos)
- Bélgica -Región Valona (La Une):  Peter Van de Veire (en francés, todos los eventos)
- Bélgica -Región Flamenca (één y Radio 2): Jean-Louis Lahaye y Maureen Louys (en flamenco, todos los eventos)
- Bosnia y Herzegovina (BHT 1): – Dejan Kukrić (Todos los eventos)
- Bulgaria (BNT 1 y BNT HD):  Elena Rosberg y Georgi Kushvaliev (Todos los eventos)[127]
- Chipre (RIK 1, RIK Sat, RIK HD y Trito Programma):  Melina Karageorgiou (Todos los eventos)
- Croacia (HRT 1): Duško Ćurlić (Todos los eventos)

(HR 2): Zlatko Turkalj Turki (Todos los eventos)
- Dinamarca (DR1):  Ole Tøpholm (Todos los eventos)
- Eslovenia (TV SLO 1): Andrej Hofer (Final)

(TV SLO 2):  Andrej Hofer (Semifinales)
(Radio Val 202 y Radio Maribor): Andrej Hofer (Todos los eventos)
- España (La 1, La 1 HD, La 2 y TVE Internacional): José María Íñigo y Julia Varela (Todos los eventos)[128]
- Estonia (ETV):  Marko Reikop (En estonio, todos los eventos)

(ETV +):  Aleksandr Hobotov (En ruso, todos los eventos)
- Finlandia (YLE y Yle Radio Vega): Mikko Silvennoinen (En finés, todos los eventos)

(YLE TV2 y Yle Radio Suomi): Sanna Pirkkalainen y Jorma Hietamäki (En finés, todos los eventos)
(YLE Finland, YLE TV2, Yle Radio Vega): Frantz y Johan Lindroos (En sueco, todos los eventos)
- Francia (France 2):  Marianne James y Stéphane Bern (Final)

(France 4): Marianne James y Jarry (Semifinales)
- Georgia (GPB 1TV): Tuta Chkheidze (Todos los eventos)
- Grecia (ERT1, ERT HD y Deftero Prógramma): Maria Kozakou y Giorgos Kapoutzidis (Todos los eventos)
- Hungría (Duna TV): Gábor Gundel Takács (Todos los eventos)
- Irlanda (RTÉ One):  Marty Whelan (Final)

(RTÉ2): Marty Whelan (Semifinales)
(RTÉ Radio 1): Neil Doherty y Zbyszek Zalinski (Segundo semifinal y Final)
- Islandia (RÚV y Rás 2): Gísli Marteinn Baldursson (Todos los eventos)
- Israel (Channel 1): Subtitulado en hebreo (Todos los eventos)

(Channel 33): Subtítulos en árabe (Segunda semifinal y Final)
(88 FM): Subtitulado en hebreo (Segunda semifinal y Final)
(Kol Yisrael): Subtitulado en árabe (Segunda semifinal y Final)
- Italia (Rai 1 y Rai Internazionale): Flavio Insinna y Federico Russo (Final)

(Rai 4 y Rai Radio 2):  Filippo Solibello y Marco Ardemagni (Semifinales)
- Letonia (LTV 1):  Toms Grēviņš (Final)

(LTV 1): Valters Frīdenbergs (Semifinales)
- Lituania (LRT Televizija): Darius Užkuraitis (Todos los eventos)
- Macedonia (ARY) (MRT 1, MRT Sat y MR 1): Karolina Petkovska (Todos los eventos)
- Malta (TVM): Todos los eventos
- Moldavia (TRM, Radio Moldova Actualităţi, Radio Moldova Muzical y Radio Moldova Tineret): Daniela Babici (Todos los eventos)
- Montenegro (TVCG 1): Dražen Bauković y Tijana Mišković (Todos los eventos)
- Noruega (NRK1):  Olav Viksmo Slettan (Todos los eventos)

(NRK3): Ronny Brede Aase, Silje Reiten Nordnes y Markus Ekrem Neby (Final)
- Países Bajos (NPO 1, BVN y NPO Radio 2):  Jan Smit y Cornald Maas (Todos los eventos)
- Polonia (TVP 1 y TVP Polska):  Artur Orzech (Todos los eventos)

(TVP Rozrywka):  Artur Orzech (en diferido, todos los eventos)
- Reino Unido (BBC One): Graham Norton (Final)

(BBC Four): Scott Mills y Mel Giedroyc (Semifinales)
(BBC Radio 2): Ken Bruce (Final)
- República Checa (ČT2):  Libor Bouček (Semifinales)

(ČT1): Libor Bouček (Final)
- Rusia (C1R y RTR):  Dmitry Guberniev y Ernest Mackevičius (Todos los eventos)
- San Marino (SMRTV y Radio San Marino): Lia Fiorio y Gigi Restivo (Todos los eventos)
- Serbia (RTS 1, RTS HD y RTS Satelit): Dragan Ilić (Todos los eventos)
- Suecia (SVT 1):  Lotta Bromé (Todos los eventos)

(Sveriges Radio P4): Carolina Norén y Björn Kjellman (Todos los eventos)
- Suiza (SRF zwei):  Sven Epiney (en alemán, semifinales)

(SRF 1): Sven Epiney (en alemán, final)
(SRF 1 y Radio SRF 3): Peter Schneider y Gabriel Vetter (en alemán, final)
(RTS): Jean-Marc Richard y Nicolas Tanner   (en francés, final)
(RTS.ch): Jean-Marc Richard y Nicolas Tanner   (en francés, primera semifinal-online)
(RTS Deux): Jean-Marc Richard y Nicolas Tanner (en francés, segunda semifinal y final)
(RSI La 1): Clarissa Tami y Michele Carobbio (en italiano, final)
(RSI La 2): Clarissa Tami  (en italiano, segunda semifinal)
- Ucrania (UA:Pershyi): Timur Miroshnychenko y Tetiana Terekhova (Todos los eventos)

(Radio Ukraine): Olena Zelinchenko  (Todos los eventos)

#### Países no participantes
- Andorra (La 1 y La 2): José María Íñigo y Julia Varela[129][130]
- China (Hunan TV): Kubert Leung y Wu Zhoutong[131]
- Estados Unidos (Logo TV): Carson Kressley y Michelle Visage (Final),[132] (Univision) Giselle Blondet y Denise Rosenthal
- Hong Kong (Hunan TV): Kubert Leung y Wu Zhoutong[131]
- Kazajistán (Khabar): Diana Snegina y Kaldybek Zhaysanbay (Todos los eventos)[133]
- Kosovo (RTK 1): Todos los eventos[134]
- Macao (Hunan TV): Kubert Leung y Wu Zhoutong[135]
- Nueva Zelanda (UKTV): Todos los eventos[133]
- Portugal (RTP1): Hélder Reis (Todos los eventos)'[136]
- Taiwán (Hunan TV): Kubert Leung y Wu Zhoutong[131]
- Resto del mundo: eurovision.tv (en vivo, en línea) Página oficial de Eurovisión en Youtube (En Vivo, En línea) .[137]

## Controversias

### Expulsión de Rumanía
La UER dio un ultimátum a la cadena pública rumana, TVR, para que efectuara el pago de su deuda acumulada de aproximadamente 15 millones de euros, bajo riesgo de perder el suministro de contenidos y servicios que esta le proporciona, entre los que se encuentra el Festival de Eurovisión. La red europea expresó al canal de manera verbal que su participación en la superproducción de este año podía ser su primera penalización, negando además la señal por satélite. También se puso en contacto con el gobierno del país, el Ministerio de Economía y el parlamento rumano para que se comprometiera formalmente al pago lo antes posible.
A pesar de ello, tras la crisis financiera por la que atraviesa el canal estatal y ante el silencio del gobierno rumano al pago de la deuda, la UER decidió el 22 de abril de 2016, la expulsión de Rumanía de la competición. Este país iba a estar representado por Ovidiu Anton y la canción «Moment of silence», estando previsto que actuara en el puesto 12.º de la segunda semifinal, después de Eslovenia y antes de Bulgaria. La directora general de la UER, Ingrid Deltenre, expresó lo siguiente: «Nos parece lamentable vernos obligados a tomar esta medida. Estamos decepcionados, porque todos nuestros intentos de resolver este asunto, no han tenido ninguna respuesta por parte del gobierno rumano. Durante las últimas semanas, hemos contactado con el Ministerio de Economía, para sugerir que la televisión pública rumana inicie un proceso de insolvencia, que derive en una profunda reestructuración del canal. La UER es una asociación sin ánimo de lucro que representa a 73 organismos de radiodifusión en 56 países, y el continuo endeudamiento de la TVR pone en peligro nuestra propia estabilidad financiera».
Con esta medida, Rumanía también pierde el acceso y emisión no sólo de grandes eventos como Eurovisión, la Eurocopa 2016 o los Juegos Olímpicos de 2016, sino también otras retransmisiones deportivas, intercambio de imágenes de informativos, legislación y normativa europea del sector, coproducciones, formación y discursiones profesionales, entre otras ventajas.

### Prohibición de algunas banderas
Para evitar mensajes de contenido político entre el público asistente del Globen Arena, el 28 de abril de 2016 la organización del festival (SVT) emitió un comunicado prohibiendo utilizar banderas que no sean de Estados Soberanos, así como cualquier tipo de bandera regional, provincial o local. A modo de ejemplo, se difundió una lista entre las cuales se encontraban las de Kosovo, el Estado Islámico, Palestina y el País Vasco. Esto originó que el Gobierno Vasco protestara ante el embajador de Suecia en España por la equiparación de la ikurriña a la bandera del Estado Islámico (también conocida como organización terrorista ISIS) y propuso una posible retirada de España del concurso como forma de protesta; de igual manera el presidente del Congreso de los Diputados de España, Patxi López, calificó la prohibición de la ikurriña como algo «inadmisible» y la Vicepresidenta del Gobierno en funciones, Soraya Sáenz de Santamaría, afirmó en rueda de prensa tras una reunión del Consejo de Ministros, que la ikurriña es una bandera «constitucional, legal y legítima» y que el Ejecutivo «la defenderá donde haga falta».  Por su parte Televisión Española (TVE) solicitó una explicación inmediata a la UER del motivo de la decisión adoptada por el país sede.
Por otro lado, el Gobierno de Kosovo y Radio y Televisión de Kosovo (RTK) hicieron lo propio manifestando su disconformidad con esta medida, alegando que son una nación pacífica, actualmente reconocida como estado independiente por 102 países, de los cuales 30 participarán en la competencia, considerando incluso la prohibición como un insulto a su país y sus ciudadanos; asimismo, los ejecutivos del canal estatal indicaron que esto les genera preocupación, más aún si se produce a pocos días de la reunión con el Grupo de Referencia de la UER donde se debatiría su probable debut en la edición 2017.
A las pocas horas, la UER ordenó a la SVT que eliminase inmediatamente el documento que incluía los ejemplos de banderas y que publicase en su lugar el documento oficial sin los ejemplos, rectificando de esta manera el error cometido y pidiendo disculpas a las naciones y territorios que se sintieron ofendidos por parte de los organizadores de este año, agregando que en los próximos días se realizaría una conferencia de prensa explicando detalladamente los incidentes ocurridos.
Pese a ello, Palestina emitió un comunicado de protesta a través del Ministerio de Cultura, indicando que: «La decisión del país organizador debe ser considerada como una humillación a la historia, la cultura y los derechos del pueblo palestino, quienes tienen el derecho a izar su bandera en eventos y festivales internacionales, como lo hacen todos los países del mundo. Esta decisión va en contra de los esfuerzos internacionales para lograr la estabilidad y la justicia para nuestro pueblo, que tienen el derecho a vivir en paz y con dignidad, sobre todo después que Palestina se uniera oficialmente a las Naciones Unidas y su bandera se eleve frente a su sede»; instando a la UER ofrezca un disculpa pública.
Finalmente, el 6 de mayo, el Grupo de Referencia de la UER decidió relajar la política de banderas y permitir las banderas regionales y provinciales de los artistas participantes (como la bandera de Laponia por el origen lapón de la representante noruega, o la de Gales por el origen galés de uno de los representantes británicos), así como tomar un enfoque más tolerante con el resto de banderas, siempre que la audiencia asistente respete la «naturaleza no política» del certamen y no obstruya la visión de las cámaras «deliberadamente».

### Críticas a la delegación de Reino Unido
Durante la ceremonia «Premio Música Polar 2016» (mayormente conocido como «Premio Nobel de la Música») y ante una audiencia de ejecutivos de la industria musical británica, Christer Björkman, jefe de la delegación sueca y productor del Festival de Eurovisión 2016, afirmó que si Reino Unido quiere nuevamente ganar debería tomar en serio el certamen, «tragarse su orgullo» y abandonar su condición de Big 5. Asimismo, mencionó que el fracaso británico de las últimas décadas se debe a la actitud de la BBC, a la que también habrían contribuido sus comentaristas Terry Wogan y posteriormente Graham Norton, agregando que «tienen que aceptar que Eurovisión no es un concurso de canto o de canciones, es el gran espectáculo musical de nivel mundial».
Las afirmaciones alegadas por Björkman generaron impacto en los principales medios periodísticos de Gran Bretaña. La primera ganadora de esta nación, Sandie Shaw (1967), indicó que la responsabilidad del fracaso británico es de la BBC, quien según ella durante los últimos años ha enviado las peores ofertas y ha utilizado el evento para burlarse y menospreciar a otros países. La declaración de Sandie Shaw fue brindada en su condición de presidenta de la Coalición de Artistas Destacados (FAC), cuya copresidencia estaría conformada por Nick Mason (Pink Floyd) y Ed O'Brien (Radiohead).
Reino Unido tiene cinco victorias en su haber (siendo la última en 1997) y durante su época dorada ha quedado en segunda posición un total de 15 veces, siendo representado por varios artistas destacados, tales como el famoso cantante Cliff Richard, Mary Hopkin, Olivia Newton-John, Lulu, The Shadows, Brotherhood of Man, Bucks Fizz, Katrina & The Waves, entre otros.

### Acusaciones de politización de la canción ganadora
Las normas de Eurovisión impiden que las canciones participantes incluyan contenidos políticos. La letra de «1944» hace referencia a la deportación de los tártaros de Crimea ocurrida en la década de los años 40 por la Unión Soviética a manos de Iósif Stalin, unos hechos históricos que en principio no podrían ser entendidos como contenido político. Aun así, en una entrevista a The Guardian en febrero de 2016, Jamala declaró que la canción también le recordaba a sus familiares que en ese momento se encontraban en Crimea, alegando que desde la anexión rusa de 2014 los tártaros de Crimea vivían en «territorio ocupado». La letra de la canción, sin embargo, no hace mención a esta anexión, sino a la mencionada deportación de los años 40.
Tras la selección de la canción para participar en Eurovisión, políticos y autoridades rusas acusaron a Ucrania de utilizar la canción para «ofender a Rusia» y «aprovecharse de la tragedia de los tártaros para imponer a los televidentes europeos una visión falsa de supuesto hostigamiento a los tártaros en la Crimea Rusa».
El 9 de marzo de 2016, la Unión Europea de Radiodifusión determinó que el título o la letra de la canción no incluyen «discurso político», por lo que se le permitía participar en Eurovisión.

### Polémica por la publicación de la canción ganadora antes del 1 de septiembre
Tras la victoria de «1944», se descubrió a través de las redes sociales un vídeo subido a YouTube de una actuación de Jamala en mayo de 2015 donde cantaba la misma canción en una versión exclusivamente en tártaro de Crimea. La publicación de la canción antes 1 de septiembre del año anterior al concurso podría contravenir las reglas del festival, aunque según las normas adoptadas desde 2013, la UER puede permitir la participación de canciones publicadas antes de la fecha si evalúa que la difusión anterior no le dio ventaja competitiva a la canción, si bien la televisión participante debe informar a la UER de la situación para que pueda tomar una decisión al respecto. A raíz de este descubrimiento, la UER dio un comunicado oficial el 19 de mayo de 2016 en el que aclara que la norma pretende evitar que las canciones tengan una difusión comercial masiva antes del 1 de septiembre del año anterior al concurso, y en el que concluye que la publicación del vídeo no dio ninguna ventaja competitiva a «1944» al tratarse de una actuación en un «pequeño concierto» que no había sido vista más que por unas cien personas, y declara «basándose en decisiones anteriores del Grupo de Referencia», que la canción ucraniana era elegible para competir.